# Oulmès
Oulmes (franska: Oulmes (CR), Oulmes (Commune Rurale), arabiska: أيت بلقاسم) är en kommun i Marocko.   Den ligger i provinsen Khémisset och regionen Rabat-Salé-Kénitra, i den nordöstra delen av landet, 100 km sydost om huvudstaden Rabat. Antalet invånare är 9 554.